# Torrent de Ferrutxelles
El torrent de Ferrutxelles és un petit torrent que neix al vessant nord del puig de les Bruixes, al terme municipal d'Algaida, Mallorca, i discorre de nord a sud per terres de la possessió algaidina de Son Reus de Randa i de l'antiga possessió i rafal musulmà de Ferrutxelles, actualment Son Saleta, del municipi de Llucmajor. Recull aigües també del puig de s'Escolà. Vessa les seves aigües en terres de la possessió de Son Marió després de recórrer uns 1700 m. Aquestes aigües, que segueixen a continuació un recorregut força indefinit, es reuneixen novament dins terres de les possessions de Son Marió i de Biniferri donant lloc al torrent de na Joanota.